# Olympische Sommerspiele 1992/Tischtennis – Einzel (Frauen)
Das Fraueneinzel im Tischtennis bei den Olympischen Spielen 1992 in Barcelona wurde vom 29. Juli bis 5. August im Poliesportiu Estació del Nord ausgetragen. Im Vergleich zu den Spielen vier Jahre zuvor wurde kein Spiel um Bronze ausgetragen, stattdessen erhielten beide Halbfinalistinnen eine Bronzemedaille.

## Gruppenphase

### Gruppe A
| Rang | Athletin       | S | N | Sätze | Sätze | Punkte | Punkte |     | China Volksrepublik | Vereinigte Staaten | Kanada | Jordanien |
| ---- | -------------- | - | - | ----- | ----- | ------ | ------ | --- | ------------------- | ------------------ | ------ | --------- |
| 1    | Deng Yaping    | 3 | 0 | 6     | 0     | 126    | 67     | —   | 2:0                 | 2:0                | 2:0    |           |
| 2    | Insook Bhushan | 2 | 1 | 4     | 2     | 110    | 89     | 0:2 | —                   | 2:0                | 2:0    |           |
| 3    | Barbara Chiu   | 1 | 2 | 2     | 4     | 104    | 96     | 0:2 | 0:2                 | —                  | 2:0    |           |
| 4    | Nadia Al-Hindi | 0 | 3 | 0     | 6     | 38     | 126    | 0:2 | 0:2                 | 0:2                | —      |           |

### Gruppe B
| Rang | Athletin       | S | N | Sätze | Sätze | Punkte | Punkte |     | China Volksrepublik | Italien | Deutschland | Südafrika 1992 |
| ---- | -------------- | - | - | ----- | ----- | ------ | ------ | --- | ------------------- | ------- | ----------- | -------------- |
| 1    | Qiao Hong      | 3 | 0 | 6     | 1     | 144    | 92     | —   | 2:0                 | 2:1     | 2:0         |                |
| 2    | Alessia Arisi  | 2 | 1 | 4     | 2     | 123    | 89     | 0:2 | —                   | 2:0     | 2:0         |                |
| 3    | Elke Schall    | 1 | 2 | 3     | 4     | 120    | 123    | 1:2 | 0:2                 | —       | 2:0         |                |
| 4    | Cheryl Roberts | 0 | 3 | 0     | 6     | 43     | 126    | 0:2 | 0:2                 | 0:2     | —           |                |

### Gruppe C
| Rang | Athletin        | S | N | Sätze | Sätze | Punkte | Punkte |     | Korea Sud 1949 | Schweden | Slowenien | Tunesien 1859 |
| ---- | --------------- | - | - | ----- | ----- | ------ | ------ | --- | -------------- | -------- | --------- | ------------- |
| 1    | Hyun Jung-hwa   | 3 | 0 | 6     | 0     | 126    | 56     | —   | 2:0            | 2:0      | 2:0       |               |
| 2    | Lotta Erlman    | 2 | 1 | 4     | 2     | 105    | 83     | 0:2 | —              | 2:0      | 2:0       |               |
| 3    | Polona Frelih   | 1 | 2 | 2     | 4     | 90     | 99     | 0:2 | 0:2            | —        | 2:0       |               |
| 4    | Feiza Ben Aïssa | 0 | 3 | 0     | 6     | 43     | 126    | 0:2 | 0:2            | 0:2      | —         |               |

### Gruppe D
| Rang | Athletin      | S | N | Sätze | Sätze | Punkte | Punkte |     | Korea Nord | Vereinigtes Konigreich | Vereintes Team |
| ---- | ------------- | - | - | ----- | ----- | ------ | ------ | --- | ---------- | ---------------------- | -------------- |
| 1    | Li Bun-hui    | 2 | 0 | 4     | 0     | 84     | 36     | —   | 2:0        | 2:0                    |                |
| 2    | Alison Gordon | 1 | 1 | 2     | 2     | 59     | 74     | 0:2 | —          | 2:0                    |                |
| 3    | Galina Melnik | 0 | 2 | 0     | 4     | 51     | 84     | 0:2 | 0:2        | —                      |                |

### Gruppe E
| Rang | Athletin          | S | N | Sätze | Sätze | Punkte | Punkte |     | China Volksrepublik | Japan 1870 | Indonesien | Ghana |
| ---- | ----------------- | - | - | ----- | ----- | ------ | ------ | --- | ------------------- | ---------- | ---------- | ----- |
| 1    | Chen Zihe         | 3 | 0 | 6     | 0     | 126    | 62     | —   | 2:0                 | 2:0        | 2:0        |       |
| 2    | Rika Satō         | 2 | 1 | 4     | 2     | 118    | 76     | 0:2 | —                   | 2:0        | 2:0        |       |
| 3    | Ling Ling Agustin | 1 | 2 | 2     | 4     | 74     | 107    | 0:2 | 0:2                 | —          | 2:0        |       |
| 4    | Patience Opokua   | 0 | 3 | 0     | 6     | 53     | 126    | 0:2 | 0:2                 | 0:2        | —          |       |

### Gruppe F
| Rang | Athletin     | S | N | Sätze | Sätze | Punkte | Punkte |     | Rumänien | Hongkong 1959 | Uganda |
| ---- | ------------ | - | - | ----- | ----- | ------ | ------ | --- | -------- | ------------- | ------ |
| 1    | Emilia Ciosu | 2 | 0 | 4     | 0     | 84     | 52     | —   | 2:0      | 2:0           |        |
| 2    | Chan Tan Lui | 1 | 1 | 2     | 2     | 74     | 52     | 0:2 | —        | 2:0           |        |
| 3    | Mary Musoke  | 0 | 2 | 0     | 4     | 30     | 84     | 0:2 | 0:2      | —             |        |

### Gruppe G
| Rang | Athletin     | S | N | Sätze | Sätze | Punkte | Punkte |     | Hongkong 1959 | Korea Sud 1949 | Australien | Tunesien 1859 |
| ---- | ------------ | - | - | ----- | ----- | ------ | ------ | --- | ------------- | -------------- | ---------- | ------------- |
| 1    | Chai Po Wa   | 3 | 0 | 6     | 1     | 148    | 81     | —   | 2:1           | 2:0            | 2:0        |               |
| 2    | Lee Jeong-im | 2 | 1 | 5     | 2     | 137    | 110    | 1:2 | —             | 2:0            | 2:0        |               |
| 3    | Kerri Tepper | 1 | 2 | 2     | 4     | 94     | 101    | 0:2 | 0:2           | —              | 2:0        |               |
| 4    | Sonia Touati | 0 | 3 | 0     | 6     | 39     | 126    | 0:2 | 0:2           | 0:2            | —          |               |

### Gruppe H
| Rang | Athletin       | S | N | Sätze | Sätze | Punkte | Punkte |     | Korea Nord | Neuseeland | Vereinigte Staaten | Ghana |
| ---- | -------------- | - | - | ----- | ----- | ------ | ------ | --- | ---------- | ---------- | ------------------ | ----- |
| 1    | Yu Sun-bok     | 3 | 0 | 6     | 0     | 126    | 70     | —   | 2:0        | 2:0        | 2:0                |       |
| 2    | Li Chunli      | 2 | 1 | 4     | 2     | 116    | 68     | 0:2 | —          | 2:0        | 2:0                |       |
| 3    | Lily Yip       | 1 | 2 | 2     | 4     | 81     | 108    | 0:2 | 0:2        | —          | 2:0                |       |
| 4    | Helen Amankwah | 0 | 3 | 0     | 6     | 49     | 126    | 0:2 | 0:2        | 0:2        | —                  |       |

### Gruppe I
| Rang | Athletin                | S | N | Sätze | Sätze | Punkte | Punkte |     | Ungarn | Indonesien | Vereinigtes Konigreich | Ecuador |
| ---- | ----------------------- | - | - | ----- | ----- | ------ | ------ | --- | ------ | ---------- | ---------------------- | ------- |
| 1    | Csilla Bátorfi          | 3 | 0 | 6     | 0     | 126    | 71     | —   | 2:0    | 2:0        | 2:0                    |         |
| 2    | Rossy Pratiwi Dipoyanti | 2 | 1 | 4     | 3     | 121    | 112    | 0:2 | —      | 2:1        | 2:0                    |         |
| 3    | Lisa Lomas              | 1 | 2 | 3     | 4     | 113    | 116    | 0:2 | 1:2    | —          | 2:0                    |         |
| 4    | María Cabrera           | 0 | 3 | 0     | 6     | 65     | 126    | 0:2 | 0:2    | 0:2        | —                      |         |

### Gruppe J
| Rang | Athletin        | S | N | Sätze | Sätze | Punkte | Punkte |     | Rumänien | Olympia | Indien | Kuba |
| ---- | --------------- | - | - | ----- | ----- | ------ | ------ | --- | -------- | ------- | ------ | ---- |
| 1    | Otilia Bădescu  | 3 | 0 | 6     | 0     | 127    | 70     | —   | 2:0      | 2:0     | 2:0    |      |
| 2    | Jasna Fazlić    | 2 | 1 | 4     | 2     | 111    | 108    | 0:2 | —        | 2:0     | 2:0    |      |
| 3    | Niyati Roy-Shah | 1 | 2 | 2     | 4     | 94     | 109    | 0:2 | 0:2      | —       | 2:0    |      |
| 4    | Marisel Ramírez | 0 | 3 | 0     | 6     | 81     | 126    | 0:2 | 0:2      | 0:2     | —      |      |

### Gruppe K
| Rang | Athletin     | S | N | Sätze | Sätze | Punkte | Punkte |     | Korea Sud 1949 | Deutschland | Vereinigte Staaten | Chile |
| ---- | ------------ | - | - | ----- | ----- | ------ | ------ | --- | -------------- | ----------- | ------------------ | ----- |
| 1    | Hong Sun-hwa | 3 | 0 | 6     | 0     | 126    | 61     | —   | 2:0            | 2:0         | 2:0                |       |
| 2    | Olga Nemes   | 2 | 1 | 4     | 2     | 114    | 87     | 0:2 | —              | 2:0         | 2:0                |       |
| 3    | Diana Gee    | 1 | 2 | 2     | 4     | 94     | 103    | 0:2 | 0:2            | —           | 2:0                |       |
| 4    | Sofija Tepes | 0 | 3 | 0     | 6     | 43     | 126    | 0:2 | 0:2            | 0:2         | —                  |       |

### Gruppe L
| Rang | Athletin           | S | N | Sätze | Sätze | Punkte | Punkte |     | Japan 1870 | Vereintes Team | Agypten | Kuba |
| ---- | ------------------ | - | - | ----- | ----- | ------ | ------ | --- | ---------- | -------------- | ------- | ---- |
| 1    | Mika Hoshino       | 3 | 0 | 6     | 0     | 126    | 83     | —   | 2:0        | 2:0            | 2:0     |      |
| 2    | Valentina Popovová | 2 | 1 | 4     | 2     | 112    | 91     | 0:2 | —          | 2:0            | 2:0     |      |
| 3    | Nihal Meshref      | 1 | 2 | 2     | 4     | 97     | 116    | 0:2 | 0:2        | —              | 2:0     |      |
| 4    | Yolanda Rodríguez  | 0 | 3 | 0     | 6     | 81     | 126    | 0:2 | 0:2        | 0:2            | —       |      |

### Gruppe M
| Rang | Athletin        | S | N | Sätze | Sätze | Punkte | Punkte |     | Korea Nord | Frankreich | Hongkong 1959 | Spanien |
| ---- | --------------- | - | - | ----- | ----- | ------ | ------ | --- | ---------- | ---------- | ------------- | ------- |
| 1    | Kim Hye-yong    | 3 | 0 | 6     | 1     | 146    | 116    | —   | 2:1        | 2:0        | 2:0           |         |
| 2    | Wang Xiaoming   | 2 | 1 | 5     | 2     | 141    | 111    | 1:2 | —          | 2:0        | 2:0           |         |
| 3    | Chan Suk Yuen   | 1 | 2 | 2     | 4     | 103    | 119    | 0:2 | 0:2        | —          | 2:0           |         |
| 4    | Ana María Godes | 0 | 3 | 0     | 6     | 83     | 127    | 0:2 | 0:2        | 0:2        | —             |         |

### Gruppe N
| Rang | Athletin              | S | N | Sätze | Sätze | Punkte | Punkte |     | Niederlande | Bulgarien | Nigeria | Brasilien |
| ---- | --------------------- | - | - | ----- | ----- | ------ | ------ | --- | ----------- | --------- | ------- | --------- |
| 1    | Bettine Vriesekoop    | 3 | 0 | 6     | 0     | 127    | 88     | —   | 2:0         | 2:0       | 2:0     |           |
| 2    | Daniela Gergeltschewa | 2 | 1 | 4     | 3     | 136    | 120    | 0:2 | —           | 2:0       | 2:1     |           |
| 3    | Bose Kaffo            | 1 | 2 | 2     | 5     | 128    | 139    | 0:2 | 0:2         | —         | 2:1     |           |
| 4    | Monica Doti           | 0 | 3 | 2     | 6     | 120    | 164    | 0:2 | 1:2         | 1:2       | —       |           |

### Gruppe O
| Rang | Athletin             | S | N | Sätze | Sätze | Punkte | Punkte |     | Tschechoslowakei | Niederlande | Argentinien | Brasilien |
| ---- | -------------------- | - | - | ----- | ----- | ------ | ------ | --- | ---------------- | ----------- | ----------- | --------- |
| 1    | Marie Hrachová       | 3 | 0 | 6     | 1     | 142    | 93     | —   | 2:1              | 2:0         | 2:0         |           |
| 2    | Mirjam Hooman        | 2 | 1 | 5     | 2     | 142    | 112    | 1:2 | —                | 2:0         | 2:0         |           |
| 3    | Hae-Ja Kim de Rimasa | 1 | 2 | 2     | 4     | 94     | 116    | 0:2 | 0:2              | —           | 2:0         |           |
| 4    | Lyanne Kosaka        | 0 | 3 | 0     | 6     | 69     | 126    | 0:2 | 0:2              | 0:2         | —           |           |

### Gruppe P
| Rang | Athletin        | S | N | Sätze | Sätze | Punkte | Punkte |     | Japan 1870 | Vereintes Team | Peru | Nigeria |
| ---- | --------------- | - | - | ----- | ----- | ------ | ------ | --- | ---------- | -------------- | ---- | ------- |
| 1    | Fumiyo Kaizu    | 3 | 0 | 6     | 1     | 147    | 92     | —   | 2:1        | 2:0            | 2:0  |         |
| 2    | Jelena Timina   | 2 | 1 | 5     | 2     | 137    | 98     | 1:2 | —          | 2:0            | 2:0  |         |
| 3    | Eliana González | 1 | 2 | 2     | 4     | 78     | 119    | 0:2 | 0:2        | —              | 2:0  |         |
| 4    | Abiola Odumosu  | 0 | 3 | 0     | 6     | 74     | 127    | 0:2 | 0:2        | 0:2            | —    |         |

## Finalrunde
|  | Achtelfinale | Achtelfinale       | Achtelfinale | Achtelfinale | Achtelfinale | Achtelfinale | Achtelfinale |  |  | Viertelfinale | Viertelfinale | Viertelfinale | Viertelfinale | Viertelfinale | Viertelfinale | Viertelfinale |    |             | Halbfinale | Halbfinale | Halbfinale | Halbfinale | Halbfinale | Halbfinale | Halbfinale |  |  | Finale | Finale | Finale | Finale | Finale | Finale | Finale |
|  |              |                    |              |              |              |              |              |  |  |               |               |               |               |               |               |               |    |             |            |            |            |            |            |            |            |  |  |        |        |        |        |        |        |        |
|  | A1           | Deng Yaping        | 21           | 21           | 21           |              |              |  |  |               |               |               |               |               |               |               |    |             |            |            |            |            |            |            |            |  |  |        |        |        |        |        |        |        |
|  | I1           | Csilla Bátorfi     | 14           | 12           | 15           |              |              |  |  | A1            | Deng Yaping   | 21            | 21            | 21            |               |               |    |             |            |            |            |            |            |            |            |  |  |        |        |        |        |        |        |        |
|  | P1           | Fumiyo Yamashita   | 10           | 21           | 21           | 15           | 11           |  |  | H1            | Yu Sun-bok    | 21            | 16            | 17            |               |               |    |             |            |            |            |            |            |            |            |  |  |        |        |        |        |        |        |        |
|  | H1           | Yu Sun-bok         | 21           | 14           | 19           | 21           | 21           |  |  |               |               |               |               |               |               |               | A1 | Deng Yaping | 21         | 21         | 21         |            |            |            |            |  |  |        |        |        |        |        |        |        |
|  | F1           | Emilia Ciosu       | 21           | 21           | 21           |              |              |  |  | C1            | Hyun Jung-hwa | 6             | 19            | 17            |               |               |    |             |            |            |            |            |            |            |            |  |  |        |        |        |        |        |        |        |
|  | M1           | Kim Hye-yong       | 13           | 16           | 19           |              |              |  |  | F1            | Emilia Ciosu  | 9             | 21            | 21            | 11            | 14            |    |             |            |            |            |            |            |            |            |  |  |        |        |        |        |        |        |        |
|  | N1           | Bettine Vriesekoop | 12           | 10           | 10           |              |              |  |  | C1            | Hyun Jung-hwa | 21            | 18            | 18            | 21            | 21            |    |             |            |            |            |            |            |            |            |  |  |        |        |        |        |        |        |        |
|  | C1           | Hyun Jung-hwa      | 21           | 21           | 21           |              |              |  |  |               |               |               |               |               |               |               | A1 | Deng Yaping | 21         | 21         | 15         | 23         |            |            |            |  |  |        |        |        |        |        |        |        |
|  | D1           | Li Bun-hui         | 21           | 22           | 13           | 21           |              |  |  | B1            | Qiao Hong     | 6             | 8             | 21            | 21            |               |    |             |            |            |            |            |            |            |            |  |  |        |        |        |        |        |        |        |
|  | J1           | Otilia Bădescu     | 19           | 20           | 21           | 17           |              |  |  | D1            | Li Bun-hui    | 21            | 19            | 21            | 21            |               |    |             |            |            |            |            |            |            |            |  |  |        |        |        |        |        |        |        |
|  | L1           | Mika Hoshino       | 12           | 11           | 7            |              |              |  |  | E1            | Chen Zihe     | 17            | 21            | 18            | 10            |               |    |             |            |            |            |            |            |            |            |  |  |        |        |        |        |        |        |        |
|  | E1           | Chen Zihe          | 21           | 21           | 21           |              |              |  |  |               |               |               |               |               |               |               | D1 | Li Bun-hui  | 15         | 15         | 21         | 11         |            |            |            |  |  |        |        |        |        |        |        |        |
|  | G1           | Chai Po Wa         | 21           | 21           | 21           |              |              |  |  | B1            | Qiao Hong     | 21            | 21            | 8             | 21            |               |    |             |            |            |            |            |            |            |            |  |  |        |        |        |        |        |        |        |
|  | O1           | Marie Hrachová     | 11           | 17           | 7            |              |              |  |  | G1            | Chai Po Wa    | 13            | 20            | 14            |               |               |    |             |            |            |            |            |            |            |            |  |  |        |        |        |        |        |        |        |
|  | K1           | Hong Soon-hwa      | 20           | 19           | 16           |              |              |  |  | B1            | Qiao Hong     | 21            | 22            | 21            |               |               |    |             |            |            |            |            |            |            |            |  |  |        |        |        |        |        |        |        |
|  | B1           | Qiao Hong          | 22           | 21           | 21           |              |              |  |  |               |               |               |               |               |               |               |    |             |            |            |            |            |            |            |            |  |  |        |        |        |        |        |        |        |